# Yì'ān Qū
Yì'ān Qū o distrito de Yì'ān es una localidad de la ciudad-prefectura de Tongling en la provincia de Anhui, República Popular China, con una población censada en noviembre de 2010 de 249 595 habitantes.
Se encuentra situada en el centro-sur de la provincia, cerca del río Yangtsé.